# Щученко, Константин Александрович
Константин Александрович Щученко ( ? - 1881, Москва) — российский писатель. 
Константин Александрович Щученко был членом комиссии печатания грамот и договоров и делопроизводителем Московского главного архива Министерства иностранных дел Российской империи. 
Константин Щученко напечатал:
- «Участие Московского главного архива Министерства иностранных дел в съезде ориенталистов в 1876 году» (Москва, 1876);
- «Янтарная комната Царскосельского дворца» («Русский вестник», 1877, кн. 11, и отдельно, Москва, 1877);
- «Сведения об устройстве архивной части в России» («Сборник Московского главного архива МИД», Москва, 1880, вып. I).

Константин Александрович Щученко скончался в городе Москве в 1881 году.